# Antonio Fava
Antonio Fava (Scandale, 28 maggio 1949) è un attore teatrale, scrittore e drammaturgo italiano, maestro di commedia dell'arte e di discipline comiche.
Direttore della Scuola Internazionale dell'Attore Comico a Reggio Emilia, realizza per la sua scuola maschere in cuoio che presenta nei vari spettacoli. Insegna commedia dell'arte in diversi istituti e in accademie di arte drammatica di varie città europee e americane.

## Biografia
Nasce a Scandale, un piccolo borgo della provincia di Crotone, per poi trasferirsi definitivamente a Reggio Emilia. Dalle maschere che il padre realizza nasce e si sviluppa in lui la passione per la Commedia d'Arte Italiana che lo porterà ad essere riconosciuto e affermato nel proprio campo, grazie anche alla formazione di una scuola d'arte per attori italiani e stranieri e alle sue collaborazione con importanti compagnie teatrali. Le sue maschere oggi sono esposte in vari musei.
Inizia la sua carriera di attore al teatro nazionale di Strasburgo. La sua avventura continua al fianco del celebre scrittore francese Jean-Pierre Chabrol, che conosce a Parigi proprio mentre sta lavorando per la realizzazione del Teatro della Jacquerie.
Ritornato a Reggio Emilia fonda il Teatro del Vicolo, dove dal 1980 mette in scena molte delle sue rappresentazioni teatrali, pur continuando i tour internazionali che si estendono in Francia, Spagna, Gran Bretagna, Svizzera, Senegal, Libano, Giappone, Repubblica Ceca, Slovacchia, Pakistan, Stati Uniti, Canada e Australia. Varie le collaborazioni e direzioni, in particolare presso l'istituto dei Teatri di Barcellona, presso la RESAD (Real Escuela de Arte Dramatico) di Madrid, presso il CIP di Tramelan in Svizzera.
Ha insegnato in atenei e teatri, tra gli altri l'Università di Exeter in Inghilterra, al Teatro Populaire Jurassien di Lons le Saunier in Francia, presso l'Ecole Superieure de Teatro-Universite du Quebec a Montréal e alla New York University.
Da regista ha diretto "Il turco in Italia" e "La gazza ladra", entrambe di Rossini, per il Teatro Marrucino di Chieti. Impegnato anche nella collaborazione da librettista, ha lavorato con l'International Opera Theater, pubblicando, tra l'altro, “La Tempesta”, presentato nel 2006. Il suo libro, “La maschera comica nella Commedia dell'Arte”, pubblicato da Andromeda e dalla Northwestern University Press USA, è stato tradotto in inglese nel 2005.